# Strzelectwo na Letnich Igrzyskach Olimpijskich 1896 – karabin wojskowy, 200 m
Strzelectwo z karabinu wojskowego podczas Igrzysk odbyło się 8 i 9 kwietnia. W zawodach wzięło udział 42 zawodników z 7 państw. 22 greckich zawodników oraz ich wyniki są nieznane.

## Wyniki
| lp.     | Zawodnik             | Kraj              | Wynik    | 1        | 2        | 3            | 4            |
| ------- | -------------------- | ----------------- | -------- | -------- | -------- | ------------ | ------------ |
| 1.      | Pandelis Karasewdas  | Królestwo Grecji  | 2350     | 480      | nieznane | nieznane     | nieznane     |
| 2.      | Pawlos Pawlidis      | Królestwo Grecji  | 1978     | nieznane | nieznane | nieznane     | nieznane     |
| 3.      | Nikolaos Trikupis    | Królestwo Grecji  | 1713     | nieznane | nieznane | nieznane     | nieznane     |
| 4.      | Anastasios Metaksas  | Królestwo Grecji  | 1701     | nieznane | nieznane | nieznane     | nieznane     |
| 5.      | Jeorjos Orfanidis    | Królestwo Grecji  | 1698     | nieznane | nieznane | nieznane     | nieznane     |
| 6.      | Viggo Jensen         | Dania             | 1640     | nieznane | nieznane | nieznane     | nieznane     |
| 7.      | Jeorjos Diamandis    | Królestwo Grecji  | 1456     | nieznany | 384      | nieznane     | nieznane     |
| 8.      | Albert Baumann       | Szwajcaria        | 1294     | nieznane | nieznane | nieznane     | nieznane     |
| 9.      | Joanis Teofilakis    | Królestwo Grecji  | 1261     | nieznany | 312      | nieznane     | nieznane     |
| 10.     | Sidney Merlin        | Wielka Brytania   | 1156     | 477      | nieznane | nieznane     | nieznane     |
| 11.     | Aleksios Fetsis      | Królestwo Grecji  | 894      | nieznany | 272      | nieznane     | nieznane     |
| 12.     | Eugen Schmidt        | Dania             | 845      | nieznane | nieznane | nieznane     | nieznane     |
| 12.     | Spiridon Stais       | Królestwo Grecji  | 845      | nieznane | nieznane | nieznane     | nieznane     |
| 14.-41. | Charles Waldstein    | Stany Zjednoczone | nieznany | 354      | 154      | nieznane     | nieznane     |
| 14.-41. | Machonet             | Wielka Brytania   | nieznany | nieznane | nieznane | nieznane     | nieznane     |
| 14.-41. | Giuseppe Rivabella   | Włochy            | nieznany | nieznane | nieznane | nieznane     | nieznane     |
| 14.-41. | Aristowulos Petmezas | Królestwo Grecji  | nieznany | nieznane | nieznane | nieznane     | nieznane     |
| 14.-41. | Albin Lermusiaux     | Francja           | nieznany | nieznane | nieznane | nieznane     | nieznane     |
| 14.-41. | G. Karajanopulos     | Królestwo Grecji  | nieznany | nieznane | nieznane | nieznane     | nieznane     |
| 14.-41. | 22 nieznanych Greków | Królestwo Grecji  | nieznany | nieznane | nieznane | nieznane     | nieznane     |
| –       | Holger Nielsen       | Dania             | DNF      | nieznane | nieznane | nie ukończył | nie ukończył |